# Homosteus
Homosteus — рід сплюснутих артродірів із середнього девону. Скам’янілості знаходять переважно в шарах епохи Ейфеля в Європі, Канаді, Гренландії та Естонії. Усі види мали порівняно великі сплющені голови з очима, спрямованими вгору, як свідчать орбіти, що відкриваються вгору. Ці адаптації свідчать про те, що різні види були донними хижаками. Дослідження Titanichthys, навпаки, припускає, що види Homosteus могли бути фільтраторами.